# Who Are You Now? (The Walking Dead)
Who Are You Now? é o sexto episódio da nona temporada da série de televisão de terror pós-apocalíptico The Walking Dead. Foi originalmente exibido pelo canal de televisão AMC nos Estados Unidos em 11 de novembro de 2018, e no Brasil, pela Fox Brasil. O episódio foi escrito por Eddie Guzelian e dirigido por Larry Teng. Esse episódio introduz os Sussurradores na série.

## Enredo
Na floresta, Michonne (Danai Gurira) fala com a presença de Rick (Andrew Lincoln) sobre o futuro e como a vida continua e o tempo passa. Em outro lugar, Daryl (Norman Reedus) apanha peixes em um lago e observa a natureza assumir os corpos dos caminhantes. No Reino, Carol (Melissa McBride), agora de cabelos compridos, acorda ao lado de Ezequiel (Khary Payton) e admira enquanto todos trabalham na comunidade. Michonne encontra uma figura de xerife de brinquedo em um carro abandonado que a lembra de Rick e a agarra antes de sair do local. Enquanto isso, Rosita (Christian Serratos), Eugene (Josh McDermitt), Laura (Lindsley Register) e Aaron (Ross Marquand) encontram Judith (Cailey Fleming) na floresta junto com o grupo de Magna (Nadia Hilker). Querendo levá-los para Alexandria, Judith declara que não voltará para casa até que eles os aceitem. Rosita e os outros concordam com relutância. No Reino, Carol e Jerry (Cooper Andrews) encontram Henry (Matt Lintz), agora já adolescente, tentando consertar os canos. Ezequiel chega e Henry o despreza por causa da deterioração da comunidade, mas Ezequiel o adverte para observar seu tom. Pouco depois, Carol diz a Ezekiel que Henry não está errado e que ele poderia se beneficiar se se mudasse para Hilltop e se tornasse aprendiz de Earl (John Finn). Em Alexandria, o grupo de Magna chega aos portões e Judith garante que eles estarão seguros. Eles são escoltados para dentro, onde Gracie (Anabelle Holloway) corre para abraçar Aaron. Rosita atualiza Siddiq (Avi Nash) sobre a condição de Yumiko (Eleanor Matsuura) e ele a acompanha até a enfermaria. Magna tenta ir junto, mas é impedida por D.J. (Matt Mangum). Michonne chega a cavalo e não fica feliz em ver os recém-chegados. Ela pergunta a Eugene por que eles estão aqui. Aaron afirma que foi sua decisão, mas Michonne lembra que não é sua decisão. Judith então diz que ela decidiu. Michonne a repreende, mas Aaron diz que eles estão ali agora e devem decidir seu destino juntos, enquanto Gabriel (Seth Gilliam) sugere que eles votem no dia seguinte. Michonne concorda e instrui a aguardá-los. Ela sai e sua estatueta de xerife cai do bolso e Judith a pega.
De volta ao Reino, Ezequiel se despede de Henry enquanto ele e Carol se preparam para ir até Hilltop. Henry garante que eles se verão antes da feira. Carol diz a Ezekiel que Henry herdou a parte dos sonhos dele e Ezekiel diz que a feira é o caminho para reunir as comunidades. No dia seguinte, a igreja de Alexandria está lotada de moradores, enquanto o grupo de Magna fica diante do conselho de Alexandria, formado por Michonne, Gabriel, Aaron, Siddiq, Laura, Nora (Tamara Austin) e Kyle (Marvin Lee), para interrogatório. Eles perguntam quem é o líder e Magna afirma que eles são um time, enquanto Luke (Dan Fogler) explica que o grupo deles era maior. Gabriel pergunta sobre suas antigas profissões. Luke era professor de música, Magna era garçonete, Connie (Lauren Ridloff) era jornalista e Kelly (Angel Theory) era estudante do ensino médio. Luke diz que eles devem confiar neles, mas Michonne ainda não terminou de fazer as perguntas. Ela se levanta e pede a Magna para ver sua mão esquerda, que tem uma tatuagem de prisão. Michonne então percebe a faca escondida no cinto de Magna, que ela manda colocar sobre a mesa. Michonne entra em erupção. Magna tenta interrogá-la, mas é desligada.
Em outra sala, Gabriel testa o rádio que encontrou na floresta e diz a Rosita que acha que ainda pode haver mais sobreviventes por aí que eles possam ajudar. Ele sugere que eles montem um amplificador remoto para aumentar o sinal e encontrar novas comunidades, e Rosita o instrui a ficar na comunidade enquanto ela e Eugene o configuram. Rosita então beija Gabriel e ele diz que ela é incrível. Em casa, Judith ouve Michonne fingindo conversar com Rick, mas Michonne a pega e diz para ela fazer a lição de casa para que elas treinem mais tarde. Na estrada, Carol diz a Henry que eles precisam fazer um desvio antes de ir para Hilltop. De repente, eles ouvem uma mulher gritar e Henry corre para ajudar, mas encontra Regina (Traci Dinwiddie) com um grupo de ex-Salvadores. Carol corre com seu arco e flecha enquanto Jed (Rhys Coiro) aponta uma arma e sorri. Durante a configuração do amplificador, Eugene questiona Rosita sobre seu namoro com Gabe e lembra que alguns homens preferem fatos a contos de fadas, o que implica que ele tem sentimentos por ela. De volta a Alexandria, Siddiq atualiza o grupo de Magna sobre a condição de Yumiko. Luke pergunta se ele está lá desde o início, e Siddiq confessa que ele também foi encontrado na floresta, mas as coisas eram diferentes no passado. Na estrada, Jed diz a Carol e Henry que, desde que o Santuário foi abandonado, eles tiveram que ficar mais desesperados. Ele diz a ela que vai deixá-los embora, mas não antes de pegar todas as coisas deles, incluindo o anel de casamento de Carol. Isso irrita Henry, que levanta o bastão e derruba Jed. Jed joga Henry no chão e Carol pega o anel. Jed agradece e sai com seu povo. Fora da cela de Negan (Jeffrey Dean Morgan), Judith lê um problema de matemática para ele sobre dois aviões em rota de colisão. Ele a interrompe e pergunta se ela já viu um avião e ela diz que não, então Negan sugere que se preocupe com os problemas que se aplicam ao mundo real. Judith então diz a ele que Michonne quer que o grupo de Magna saia, mas ela não quer. Negan usa uma anedota de sua infância sobre um cão vadio aparentemente agradável que mordia, ou seja, apenas porque alguém parece legal não significa que é. Judith ignora e diz que os números não se importam se alguém é bom ou ruim por dentro. Negan sorri quando ela sai.
No topo de uma torre de água, Eugene coloca o amplificador e começa a descer antes de ver uma horda de caminhantes indo na direção deles. Rosita grita para ele descer, enquanto sua mochila cai e os cavalos se assustam. Parte da escada cai e Eugene pula, machucando o joelho. Rosita corre com uma muleta improvisada e os dois fogem para a floresta. À noite, em Alexandria, Magna é repreendida por seu grupo por arruinar sua chance de ficar. Luke pede a Magna para entregar seu colar, que também funciona como uma faca, mas ela reluta. Magna diz que eles devem atravessar Alexandria para pegar seus suprimentos antes de sair, mas Connie diz a ela para deixar Michonne e Judith fora disso. Luke diz que eles lutam por pessoas que merecem, e Magna finalmente entrega o colar. Na floresta, Carol e Henry acampam dentro de um veículo abandonado. Henry a repreende por não se defender, mas ela diz que não poderia arriscar que ele se machucasse. No entanto, um tempo depois, Carol retorna ao acampamento dos Salvadores. Ela acende um fósforo e lembra a Jed que eles machucaram o filho dela. Ela deixa cair o fósforo, acendendo e matando todos os Salvadores em que derramou gasolina, incluindo Jed e Regina. De volta a Alexandria, Magna passa do lado de fora da casa de Michonne com outra faca. Ela abre um pouco a porta, e vê Michonne pegar e abraçar uma criança e sai. Um momento depois, Magna vai até a porta e entrega a Michonne sua faca, dizendo que ela estava certa sobre ela. Michonne diz que todos eles fizeram coisas para sobreviver. Ela fecha a porta e depois se vira para ir até Judith, que está na escada com a arma do pai. Ela diz que seu pai gostaria que ela fizesse o que fez e Michonne concorda. Michonne diz que Judith vai entender um dia por que está mandando o grupo de Magna sair. Judith revela que sabe que Michonne ainda fala com Rick e Carl (Chandler Riggs), chocando-a. Quando Judith sai, o filho de Rick e Michonne, R.J. (Antony Azor), corre até Michonne e pede comida. Na floresta, Eugene diminui a velocidade enquanto ele e Rosita continuam fugindo dos caminhantes. Ele sugere que fique para trás para distraí-los e revela que tem algo a dizer a ela. Ela diz a ele para não tornar a situação estranha e o força a continuar.
Em outro lugar, Carol e Henry encontram Daryl e pedem que ele fique. Ele sorri e concorda. Em Alexandria, na casa dos Grimes, Michonne tira a blusa, revelando uma cicatriz na parte inferior das costas na forma de um X, cheira uma das jaquetas velhas de Rick e a coloca. Lá fora, o grupo de Magna se prepara para deixar Alexandria agradecendo a todos por sua hospitalidade. Michonne sobe e diz que vai acompanhá-los até Hilltop com Siddiq, para ver se eles aceitarão o grupo de Magna. De volta à floresta, Rosita e Eugene deslizam por uma vala e se cobrem de lama enquanto os caminhantes se aproximam. Eles ficam quietos, mas ficam chocados e horrorizados quando os caminhantes passam e sussurram um para o outro perguntando onde eles estão.

## Produção
A partir deste episódio, Norman Reedus (Daryl Dixon) se torna o protagonista da série. Este é o primeiro episódio transmitido após a saída de Andrew Lincoln (Rick Grimes), que incluiu um salto de seis anos nos eventos de sua aparente morte. Entre as mudanças, Khary Payton (Ezekiel) teve o nome adicionado à abertura. Este episódio apresenta Matt Lintz como Henry mais velho; Matt é o irmão mais velho de Macsen Lintz, que interpretou Henry nas temporadas anteriores, e irmão de Madison Lintz, que interpretou a filha de Carol, Sophia, nas duas primeiras temporadas do programa.
Este episódio introduz os Sussurradores, que são um grupo de sobreviventes que usam a pele de caminhantes para se mascararem, e falam apenas em sussurros para evitar chamar a atenção dos caminhantes. Nos quadrinhos, o filho de Rick, Carl Grimes, era um elemento essencial desse arco, mas dentro do show, Carl (interpretado por Chandler Riggs) morreu na temporada anterior. De acordo com a showrunner Angela Kang, para adaptar a história dos quadrinhos eles planejam entregar parte do papel de Carl e entregar a Judith, agora com idade semelhante a de Carl, o que lhes permite seguir os principais tópicos do arco dos Sussurradores dos quadrinhos, mas com uma nova visão, usando a personalidade de Judith.

## Recepção

### Crítica
Who Are You Now? recebeu críticas positivas dos críticos. No Rotten Tomatoes, o episódio tem uma taxa de aprovação de 83%, com uma pontuação média de 6,92 de 10, com base em 16 avaliações. O consenso crítico diz: "Who Are You Now?" rapidamente estabelece uma nova ordem mundial em The Walking Dead sem Rick Grimes, transmitindo efetivamente a progressão dos sobreviventes, mas alguns espectadores podem se sentir à deriva no que parece ser a décima terceira redefinição da série."
Erik Kain, da Forbes, elogiou o episódio e a reinicialização da série, dizendo: "Eu ainda estou chocado com o quão bom "The Walking Dead" ficou, e enquanto eu estava preocupado antes (e ainda tenho algumas dúvidas) eu não acho que a série vá sofrer sem Rick. Sua "morte" serve como um catalisador interessante para o crescimento dos personagens em toda a comunidade, pois eles não têm mais o luxo de um líder dando o máximo de si."

### Audiência
O episódio teve um total de 5.40 milhões de espectadores em sua exibição original na AMC na faixa de 18-49 anos de idade. Foi o programa de TV a cabo mais bem avaliado da noite, e manteve uma média do episódio anterior.